# Dimorphanthera amoena
Dimorphanthera amoena är en ljungväxtart som beskrevs av Herman Otto Sleumer. Dimorphanthera amoena ingår i släktet Dimorphanthera och familjen ljungväxter. Inga underarter finns listade i Catalogue of Life.